# Banka-Pahari
Banka-Pahari fou un estat tributari protegit de l'Índia al Bundelkhand, del grup de jagirs de Hasht-Bhaiya (feus dels vuits germans), format per un únic poble amb una superfície de 6 km² i una població el 1881 de 1.049 habitants i el 1901 de 1.056 habitants. El poble de Pahari (o Pahari Kalan) està situat a 25° 22′ N, 80° 14′ E / 25.367°N,80.233°E i era l'únic important del principat.
La primera part del seu nom deriva d'una paraula indicativa de la manera de portar cobert el cap, però la paraula banka s'utilitza també generalment en el sentit de "valent", adjectiu que portava el fundador de l'estat, i va esdevenir el títol familiar. Aquest fundador fou Diwan Umed Singh, un rajput bundela fill de Diwan Rai Singh de Baragaon, prop de Jhansi, descendent de Bir Singh Deo d'Orchha; Rai Singh va repartir el seu domini entre vuit fills que van rebre cadascun un jagir, destacant els de Dhurwai, Bijna i Tori. El fill petit Diwan Umed Sing va rebre Pahari i quatre pobles més; dels cinc pobles inicials, quatre es van perdre durant la invasió maratha del Bundelkhand. El territori fou confirmat a Diwan Banka Ishwari Singh pels britànics mitjançant sanad de 1823. La successió fou en tots els casos de pare a fill. El diwan era Banka Piyareju Bahadur va rebre el dret d'adoptar.

## Llista de governants
- Diwan Umed Sing
- Diwan Banka Durg Singh
- Diwan Banka Chhtar Singh
- Diwan Banka Ishwari Singh ?-1850
- Diwan Banka Vijay Bahadur Singh 1850-1871
- Diwan Banka Piyareju Singh 1871-1890
- Diwan Banka Mihrban Singh 1890-1938
- Diwan Banka Jagatpal Singh 1938-1949